# Eloeophila
Eloeophila är ett släkte av tvåvingar som beskrevs av Camillo Rondani 1856. Eloeophila ingår i familjen småharkrankar.

## Dottertaxa tillEloeophila, i alfabetisk ordning[1][2]
- Eloeophila albofascia
- Eloeophila aldrichi
- Eloeophila aleator
- Eloeophila amamiana
- Eloeophila angolensis
- Eloeophila angustior
- Eloeophila apicata
- Eloeophila apiculata
- Eloeophila aprilina
- Eloeophila bicolorata
- Eloeophila bifida
- Eloeophila concreta
- Eloeophila czernyi
- Eloeophila delicola
- Eloeophila diacis
- Eloeophila dietziana
- Eloeophila dravidiana
- Eloeophila dubiosa
- Eloeophila dulitensis
- Eloeophila edentata
- Eloeophila fascipennis
- Eloeophila fumigata
- Eloeophila fuscoanalis
- Eloeophila granulata
- Eloeophila hidana
- Eloeophila igorota
- Eloeophila irene
- Eloeophila johnsoni
- Eloeophila kintaro
- Eloeophila laciniata
- Eloeophila latinigra
- Eloeophila lilliputina
- Eloeophila maculata
- Eloeophila marmorataeformis
- Eloeophila marmorea
- Eloeophila miliaria
- Eloeophila mishimai
- Eloeophila modoc
- Eloeophila mundata
- Eloeophila nupta
- Eloeophila ornata
- Eloeophila oxyacantha
- Eloeophila paraprilina
- Eloeophila perdilata
- Eloeophila persalsa
- Eloeophila pluriguttula
- Eloeophila prolongata
- Eloeophila pusilla
- Eloeophila sabrina
- Eloeophila serenensis
- Eloeophila serotinella
- Eloeophila serrulata
- Eloeophila seticellula
- Eloeophila shannoni
- Eloeophila similissima
- Eloeophila smithersi
- Eloeophila solstitialis
- Eloeophila subannulata
- Eloeophila subaprilina
- Eloeophila subdilata
- Eloeophila submarmorata
- Eloeophila suensoni
- Eloeophila superlineata
- Eloeophila trimaculata
- Eloeophila urania
- Eloeophila ussuriana
- Eloeophila venaguttula
- Eloeophila vernata
- Eloeophila verralli
- Eloeophila verrucosa
- Eloeophila villiersi
- Eloeophila woodgatei